# 伊瓦维克国家公园
伊瓦维克国家公园（英文：Ivvavik National Park）是加拿大政府设立的国家公园，位于育空地区西北角。公园建立于1984年，名称来源于因纽特语，意为出生地或成长的地方。伊瓦维克国家公园是加拿大第一所因原住民领土诉求而建立的国家公园。为了保护豪猪和鹿群的繁衍地，每年只允许少数人进入这公园。